# Maria Rodó de Zárate
Maria Rodó de Zárate (Manresa, Bages, 1986) és una activista feminista i investigadora catalana.
Llicenciada en Ciències Polítiques i de l'Administració per la Universitat Autònoma de Barcelona (2008), Màster en Estudis de Dones, Gènere i Ciutadania per la Universitat de Barcelona (2010) i doctora en Geografia per la Universitat Autònoma de Barcelona, és investigadora postdoctoral a l'Internet Interdisciplinary Institute (IN3) de la Universitat Oberta de Catalunya, com a membre del Grup de Recerca de Gènere i TIC. Els seus temes d'estudi se centren en les geografies feministes i de les sexualitats, amb especial èmfasi en la teoria de la interseccionalitat i el Dret a la Ciutat. Forma part de la Campanya Feminista pel Dret a la Reproducció assistida. És també coeditora del llibre Terra de Ningú. Perspectives feministes sobre la independència (Pol·len, 2017).